# Heuchelheim-Klingen

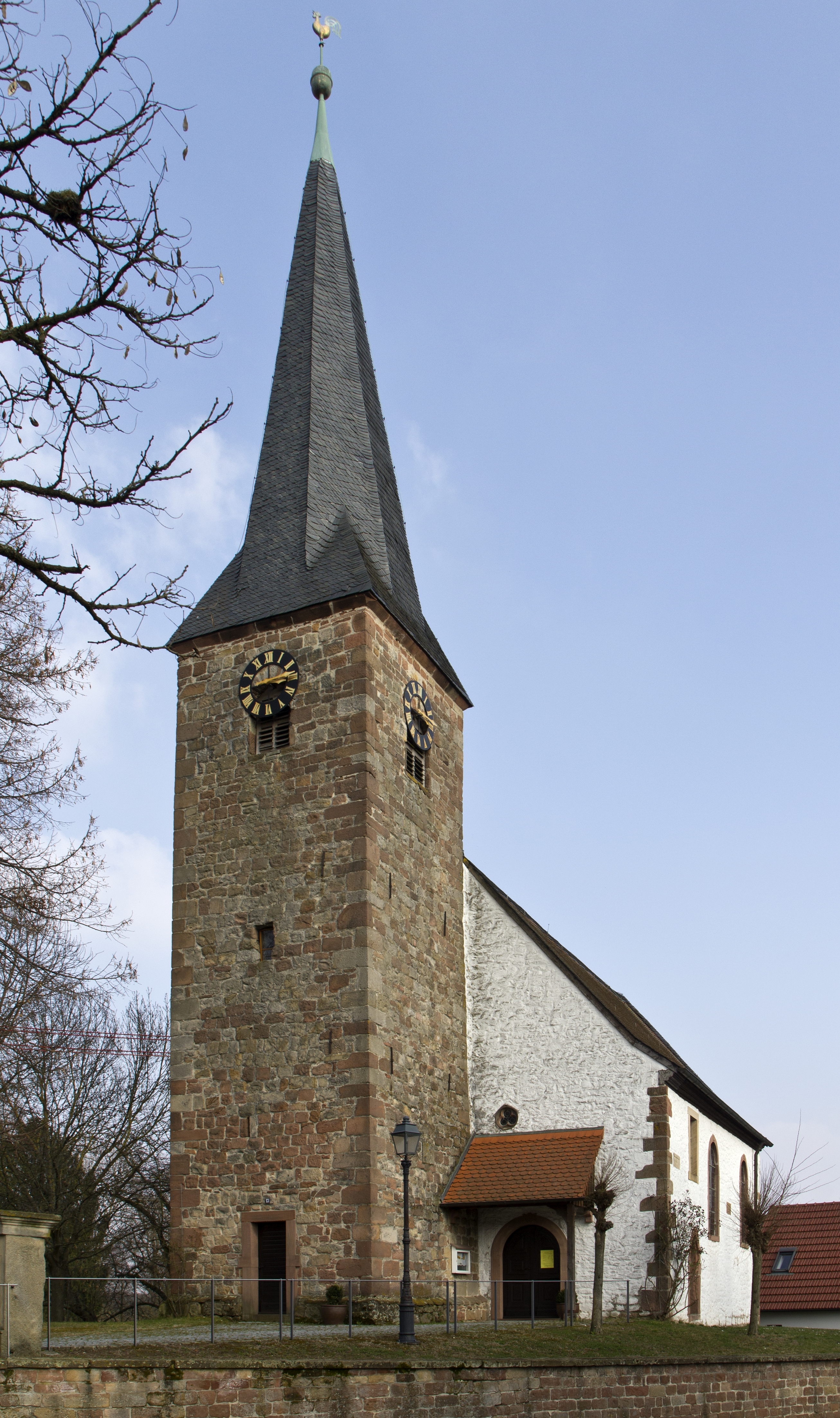
Protestantische Kirche in Klingen

Heuchelheim-Klingen ist eine Ortsgemeinde im Landkreis Südliche Weinstraße in Rheinland-Pfalz, die seit 1969 besteht. Sie gehört zur Verbandsgemeinde Landau-Land.

## Geographie
Der Weinort liegt am Haardtrand zwischen den Städten Bad Bergzabern und Landau in der Pfalz. Er besteht aus den Ortsteilen Heuchelheim im Norden und Klingen im Süden und umfasst zusätzlich die Wohnplätze Obermühle, Schaltwärterhaus der Pfalzwerke, Untermühle, Bacchushof, Hammerschmiede, Lindenhof und Erlenhof.

### Nachbargemeinden
Nachbargemeinden sind – im Uhrzeigersinn – Göcklingen, Billigheim-Ingenheim, Niederhorbach, Pleisweiler-Oberhofen, Gleiszellen-Gleishorbach und Klingenmünster.

### Gewässer
Durch die Gemeinde verlaufen – jeweils in West-Ost-Richtung – der Klingbach und der Kaiserbach. Erster verfügt vor Ort in Form des Neubach über einen Seitenarm. Der Kandelgraben, ein rechter Nebenfluss des Klingbach verläuft ebenfalls größtenteils innerhalb der Gemeindegemarkung, nicht jedoch sein Mündungsbereich.

### Geologie
Der Ortsteil Heuchelheim befindet sich auf einem Hügelrücken und wird einerseits durch den Kaiserbach im Kaiserbachtal, und andererseits vom Klingbach im Klingbachtal begrenzt. Der Ortsteil Klingen grenzt von der entgegenliegenden Seite an den Klingbach und erstreckt sich über einen Kilometer hinweg dem Tal entlang, vom Bacchushof im Westen bis hin zur evangelischen Kirche und der alten Mühle im Osten des Dorfes. Ebenfalls zum Ortsteil Klingen gehört die bei Ingenheim gelegene Wappenschmiede. Die Ortschaft ist von Reben umgeben, wobei auch vereinzelte Obstanlagen und Ackerländer verstreut um die Gemeinde liegen.

### Klima
Das Wetter ist sehr gemäßigt. Über die Region spricht man auch von der Toskana Deutschlands.

## Geschichte
Heuchelheim wird bereits 795 in den Lorscher Urkunden als „Huchilinheim“ erwähnt. Über die Gründung des Dorfes Klingen gibt es keine genaue Datierung. Jedoch wurden im Klingbachtal frühzeitsteinliche Funde gemacht.
Im Zuge der ersten rheinland-pfälzischen Verwaltungsreform wurde am 7. Juni 1969 aus den bis dahin selbständigen Gemeinden Heuchelheim und Klingen die Ortsgemeinde Heuchelheim-Klingen neu gebildet. Sie gehörte zum neu geschaffenen Landkreis Landau-Bad Bergzabern, der 1978 in Landkreis Südliche Weinstraße umbenannt wurde. 1972 wurde die Gemeinde der ebenfalls neu gebildeten Verbandsgemeinde Landau-Land zugeordnet.

## Religionen
In der Gemeinde gibt es zwei evangelische Kirchen aus dem 15. Jahrhundert. Die Kirche in Heuchelheim ist Sankt Oswald geweiht, die Klingener Kirche Sankt Georg. Der Großteil der Einwohner ist evangelisch.

### Eingemeindungen
Die heutige Gemeinde entstand am 7. Juni 1969 im Zuge der rheinland-pfälzischen Verwaltungsreform durch Zusammenlegung der beiden Gemeinden Heuchelheim und Klingen. Beide gehörten zuvor zum Landkreis Bad Bergzabern. Die neu gebildete Gemeinde kam zum 1969 entstandenen Landkreis Landau-Bad Bergzabern, der 1978 in Landkreis Südliche Weinstraße umbenannt wurde. Die Zusammenlegung der beiden Gemeinden erfolgte trotz eines gescheiterten Volksentscheids gegen den Willen der Bevölkerung. Bei der Abstimmung stimmten weit mehr als 90 % gegen eine Auflösung der Gemeinden.

## Politik

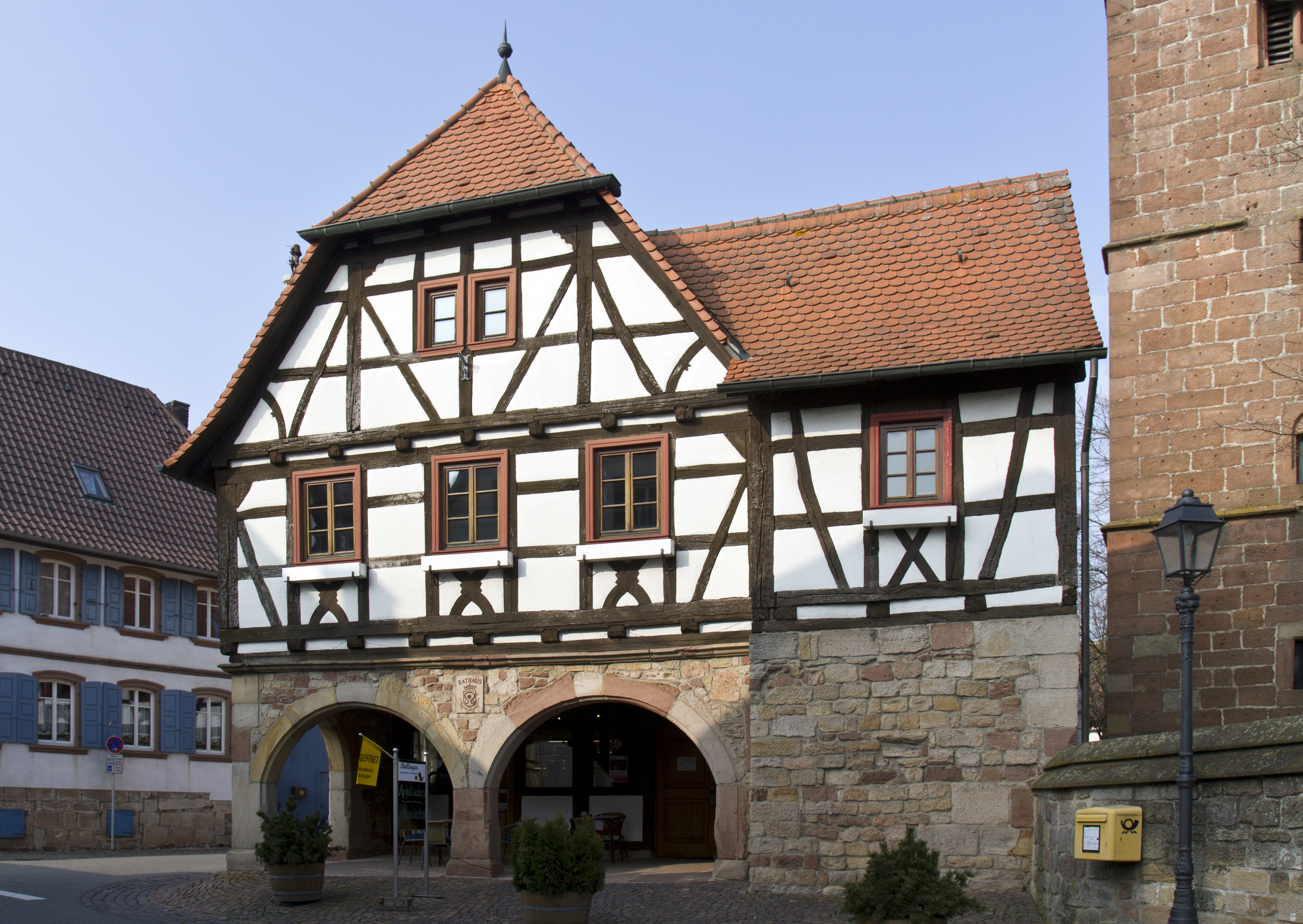
Rathaus im Ortsteil Heuchelheim

### Gemeinderat
Der Gemeinderat besteht aus zwölf Ratsmitgliedern, die bei der Kommunalwahl am 9. Juni 2024 in einer Mehrheitswahl gewählt wurden, und dem ehrenamtlichen Ortsbürgermeister als Vorsitzendem.

### Bürgermeister
Uwe Huth (FWG) aus dem Ortsteil Heuchelheim wurde 2014 Ortsbürgermeister von Heuchelheim-Klingen. Bei der Direktwahl am 26. Mai 2019 wurde er mit einem Stimmenanteil von 80,20 % und am 9. Juni 2024 als einziger Bewerber mit 73,0 % jeweils für weitere fünf Jahre in seinem Amt bestätigt.
Huths Vorgänger Karl-Heinz Ruckstuhl (SPD) hatte das Amt 15 Jahre ausgeübt.
Der Erste Beigeordnete und stellvertretende Ortsbürgermeister ist Philipp Hof (FWG) aus dem Ortsteil Klingen.

### Wappen
| Wappen von Heuchelheim-Klingen | Blasonierung: „Unter blauem Schildhaupt, darin zwei schräggestellte beblätterte silberne Trauben. Darunter von Silber und Blau schräglinks geteilt, die alten Ortswappen der ehemaligen Gemeinden; oben das Heuchelheimer Wappen: ein schwarzer Kesselhaken, in dessen Bogen ein schwebender sechsstrahliger roter Stern; unten das Klingener Wappen: ein silbernes Gemarkungszeichen in Form eines großen U, dessen Schenkel durch zwei Balken verbunden und am oberen Ende mit je zwei Kugeln besetzt sind, darüber eine schwebende spitze silberne Pflugschar.“ |
| Wappen von Heuchelheim-Klingen | |

## Kultur und Sehenswürdigkeiten

### Kulturdenkmäler

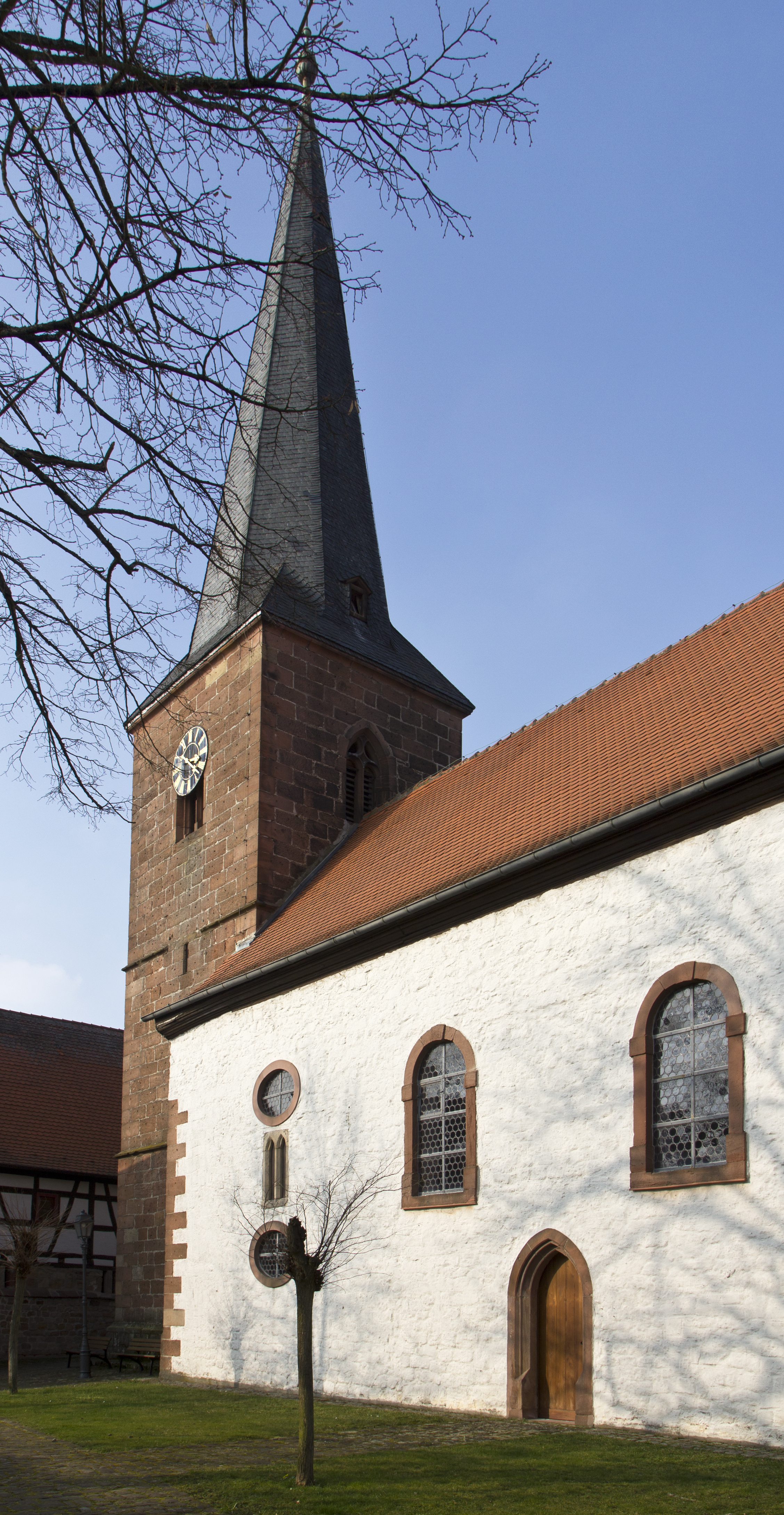
Denkmalgeschützte protestantische Kirche St. Oswald in Heuchelheim

Der Ortskern von Heuchelheim ist als Denkmalzone ausgewiesen.
Zudem existieren insgesamt 19 Einzelobjekte, die unter Denkmalschutz stehen.
Im Ortsteil Heuchelheim zählt vor allem das Rathaus zu den Sehenswürdigkeiten, welches durch seine Rundbögen und sein historisches Fachwerk auffällt. In der Kirche St. Oswald sind im Chorraum Fresken aus dem Mittelalter zu sehen.
Im Ortsteil Klingen ist vor allem die alte Dorfkirche aus dem späten Mittelalter sehenswert. In ihr steht eine, oder gar die, älteste Orgel der Pfalz. Auch die alte Wappenschmiede ist sehenswert.

### Natur
Mit den zwei Lindenbäumen existiert innerhalb der Gemeindegemarkung ein Naturdenkmal.

### Auszeichnungen
Die Dorfanlagen sind wegen ihrer alten und gepflegten Bausubstanz sehenswert. Die Ortsteile waren bereits Sieger und  Dritte im Bundesentscheid  von Unser Dorf soll schöner werden (seit 1997 Unser Dorf hat Zukunft).

## Wirtschaft und Infrastruktur

### Weinbau
Der Ort ist erheblich geprägt vom Weinbau und zählt mit 403 Hektar bestockter Rebfläche zu den größten Weinbaugemeinden der Pfalz. Vor Ort existieren die Einzellagen Heuchelsheimer Herrenpfad (286,15 ha). und Klingener Herrenpfad (261,62 ha). Die Lagen gehören zur Großlage Kloster Liebfrauenberg. Die Gemeinde ist vor allem durch ihre guten Rotweine bekanntgeworden. So trägt der Ortsteil Klingen durch den vornehmlichen Anbau von roten Traubensorten auch den Namen „Das Rotweindorf“. Jedes Jahr wird am ersten Wochenende im September die „Rotweinkerwe“ gefeiert. Bei dem Fest werden bis auf eine Ausnahme nur Rotweine ausgeschenkt.

### Verkehr

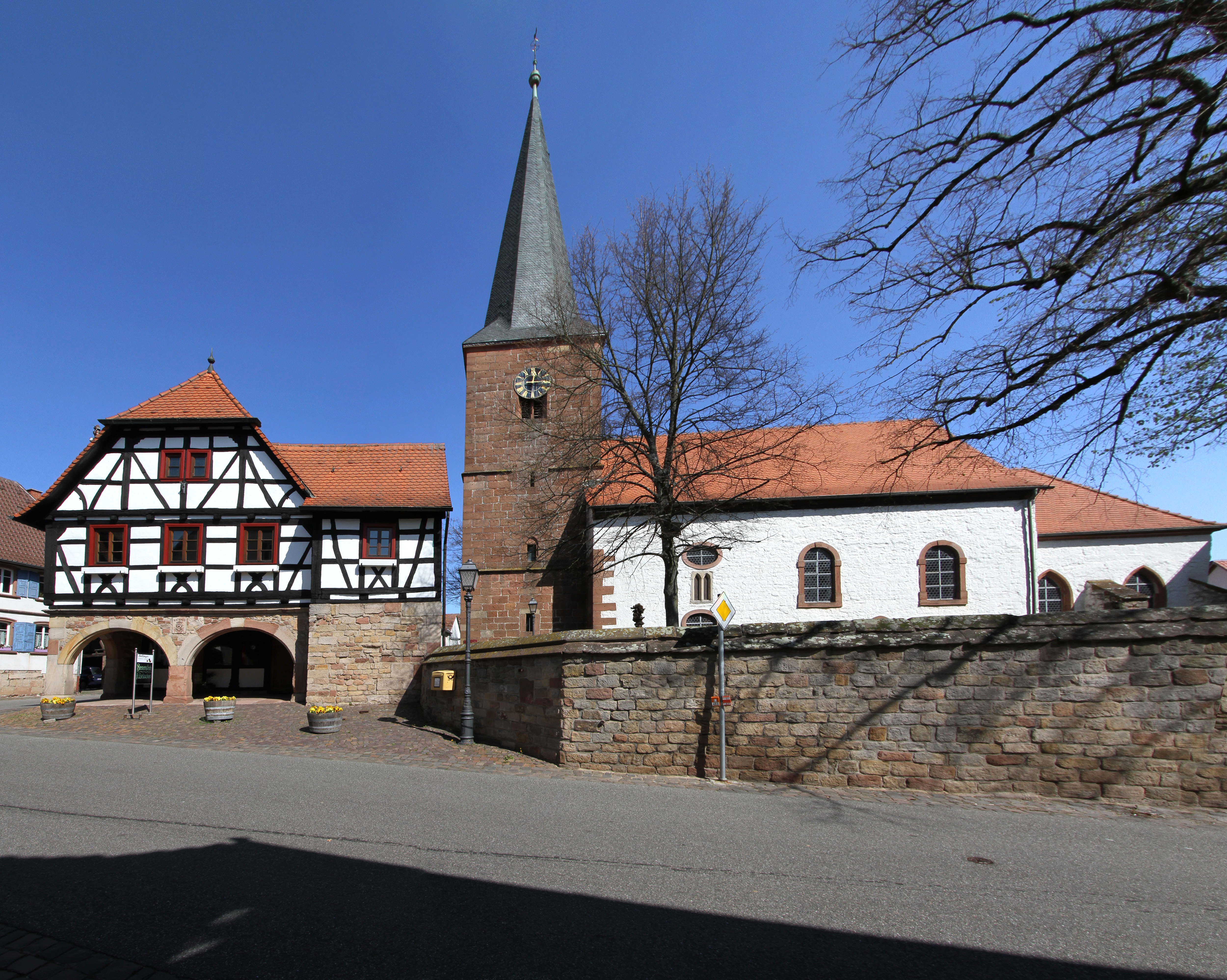
Landesstraße 493 innerhalb des Ortsteils Heuchelheim

Von 1892 bis 1967 waren Heuchelheim und Klingen über die Klingbachtalbahn an das Bahnnetz angebunden. Nächstgelegener Bahnhof ist seither Rohrbach. Mittlerweile bindet die Buslinie 540, die nach Landau in der Pfalz und Bad Bergzabern führt, die Gemeinde an das Nahverkehrsnetz an.
Die in West-Ost-Richtung verlaufende Landesstraße 493 führt nach Klingenmünster und nach Billigheim. Am östlichen Ortsrand von Heuchelheim kreuzt sie die Landesstraße 510, die in nördliche Richtung nach Landau in der Pfalz und in Süden Richtung Bad Bergzabern führt. Die Kreisstraße 17 stellt eine Verbindung nach Göcklingen her und die Kreisstraße 18 eine nach Ingenheim.

### Tourismus
Durch die Gemeinde verläuft der Klingbach-Radweg.

## Persönlichkeiten
- Heinz Schöffler (1921–1973), Lektor, Schriftsteller, Literatur- und Kunstkritiker, starb vor Ort
- Volker Wissing (* 1970), Politiker (FDP), wirkte vor Ort jahrelang als Organist
- Claudia Hänling, 1982/83 Pfälzische Weinkönigin, stammt aus Heuchelheim-Klingen